# Sliver: The Best of the Box
| Оценки критиков                   | Оценки критиков |
| Источник                          | Оценка          |
| --------------------------------- | --------------- |
| AllMusic                          | [ 1 ]           |
| Blender                           | [ 2 ]           |
| Drowned in Sound                  | 4/10            |
| The Encyclopedia of Popular Music | [ 4 ]           |
| Pitchfork                         | 6.8/10          |

Sliver: The Best of the Box — альбом-компиляция, изданный 1 ноября 2005 года и состоящий из 22 треков, охватывающих всю историю американской гранж-группы Nirvana.

## Об альбоме
Диск стал сокращённой версией бокс-сета With the Lights Out (2004). В него вошли три песни, отсутствовавшие на предыдущем сборнике: «Spank Thru» с demo-кассеты Fecal Matter (прослушав эту песню, Крис Новоселич предложил Курту Кобейну организовать группу), студийная запись «Sappy», сделанная в 1990 году, и неизданная версия «Come as You Are».
Музыкальный материал, представленный на Sliver: The Best of the Box, варьируется от хитов («Come as You Are» и «Lithium») до  практически неизвестных композиций («Mr. Butterworth» и «Blandest»). Компиляция практически полностью состоит из домашних записей музыканта, что объясняет довольно низкое качество звучания треков, но именно этот нюанс придаёт альбому особое очарование, особенно когда звучат акустические соло Курта Кобейна.
Согласно журналу Rolling Stone, обложка сборника была разработана Фрэнсис Бин Кобейн, дочерью Курта Кобейна и Кортни Лав. Название Sliver: The Best of the Box также было выбрано ею.

## Список композиций
| №   | Название                                                             | Описание                                                                                               | Длительность |
| --- | -------------------------------------------------------------------- | --- | ------------ |
| 1.  | «Spank Thru» (Fecal Matter — 1985)                                   | демо запись при участии Дейла Кровера (The Melvins) играющего на бас-гитаре и барабанах.               | 3:45         |
| 2.  | «Heartbreaker» (кавер на песню Led Zeppelin)                         | Март 1987 Рэймонд, Вашингтон                                                                           | 2:59         |
| 3.  | «Mrs. Butterworth» (Rehersal Demo)                                   | Лето 1987                                                                                              | 4:05         |
| 4.  | «Floyd The Barber» (Live — 1988)                                     | | 2:33         |
| 5.  | «Clean Up Before She Comes» (Home Demo — 1988)                       | | 3:12         |
| 6.  | «About a Girl» (Home Demo — 1988)                                    | | 2:44         |
| 7.  | «Blandest» (Studio Recording — 1988)                                 | записано 6 июня 1988 в Сиэтле. Продюсер Джек Эндино                                                    | 3:56         |
| 8.  | «Ain’t It a Shame» (кавер-версия песни Ледбелли)                     | Август 1989 студийная сессия, Сиэтл, Вашингтон. Записано при участии Марка Пикерела (Screaming Trees). | 2:02         |
| 9.  | «Sappy» (Studio Recording — 1990)                                    | | 3:33         |
| 10. | «Opinion» (Solo Acoustic Radio Performance — 1990)                   | | 1:35         |
| 11. | «Lithium» (Solo Acoustic Radio Performance — 1990)                   | | 1:49         |
| 12. | «Sliver» (Home Demo)                                                 | | 2:10         |
| 13. | «Smells Like Teen Spirit» (pre-Nevermind rehearsal recording — 1991) | | 5:40         |
| 14. | «Come as You Are» (pre-Nevermind rehearsal recording — 1991)         | | 4:10         |
| 15. | «Old Age» (Nevermind Outtake — 1991)                                 | | 4:21         |
| 16. | «Oh the Guilt»                                                       | трек из сплит-сингла «Touch and Go», записанный с The Jesus Lizard                                     | 3:25         |
| 17. | «Rape Me» (Acoustic Home Demo — 1992)                                | | 3:23         |
| 18. | «Rape Me» (Electric Studio Recording — 1992)                         | | 3:03         |
| 19. | «Heart Shaped Box» (Rio de Janeiro Studio Recording — 1993)          | | 5:32         |
| 20. | «Do Re Mi» (Home Demo — 1994)                                        | | 4:24         |
| 21. | «You Know You’re Right» (Home Demo — 1994)                           | | 2:30         |
| 22. | «All Apologies» (Home Demo — 1994)                                   | | 3:33         |